# De Pletincx de Bois de Chêne
De Pletincx de Bois de Chêne was een Belgische adellijke familie.

## Geschiedenis
In 1678 verleende koning Karel II van Spanje erfelijke adel aan Pierre Pletincx.

## Genealogie
- Pierre-Ignace de Pletincx, trouwde met Marie-Caroline de Winckelbauer
  - François-Bernard de Pletincx (1751-1842), heer van de Bois de Chêne, werd luitenant in Oostenrijkse dienst, trouwde in 1789 in Bergen met Léopoldine Staumont (1755-1837). Ze kregen vier kinderen.
    - Pierre de Pletincx (1791-1873), ontvanger van belastingen en accijnzen, trouwde in 1823 in Boussu met Flore Rasez (1794-1830). Ze kregen een zoon en een dochter. Hij hertrouwde in 1832 in Boussu met Eliza Degorge (1811-1872). Ze kregen een zoon en drie dochters.
      - Gustave de Pletincx (1824-1897), ontvanger van belastingen, trouwde in 1856 in Saint-Germain-des-Prés met Sophie Rouhette de Monferrand (1832-1904). Ze kregen vijf kinderen.
      - Anaïs de Pletincx (1832-1924), trouwde in 1861 in Saint-Ghislain met Léon de Poilloüe de Saint Mars, Frans generaal. Ze kregen een zoon en een dochter.

De familie doofde uit bij het ovelrijden van Marie-Sophie de Pletincx in 1945.